# Weinbergstraße 34 (Magdeburg)
Das Haus Weinbergstraße 34 war ein denkmalgeschütztes Wohnhaus in Magdeburg in Sachsen-Anhalt.

## Lage
Das Gebäude befand sich im Magdeburger Stadtteil Alte Neustadt auf der Nordseite der Weinbergstraße. Östlich grenzte das gleichfalls denkmalgeschützte Haus Weinbergstraße 33 an. Nordwestlich befand sich das Gelände der Bördebrauerei.

## Architektur und Geschichte

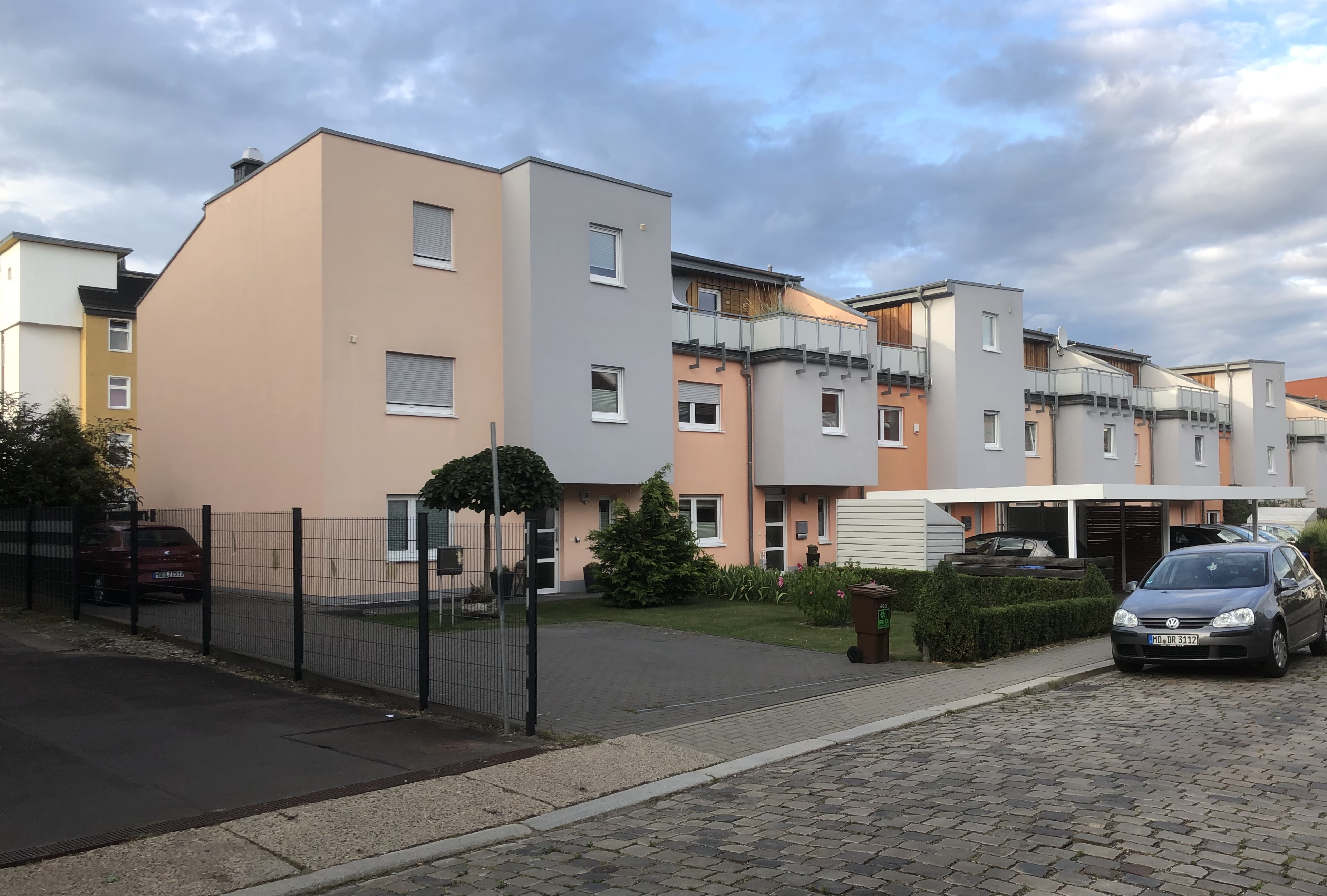
Blick auf den ehemaligen Standort im Jahr 2021

Der viergeschossige Bau entstand am Ende des 19. Jahrhunderts im Stil der Neorenaissance in Ziegelbauweise. Die siebenachsige Fassade wies im Erdgeschoss eine Rustizierung auf. Mittig war eine Toreinfahrt angeordnet. Auf beiden Seiten der Einfahrt befand sich jeweils ein Ladengeschäft. Die Fensteröffnungen der im ersten Obergeschoss befindliche Beletage waren mit Dreiecksgiebeln überspannt, während die Brüstungen unterhalb der Fenster mit Putzdekor verziert waren. Im zweiten Obergeschoss bestanden die Fensterverdachungen aus Segmentbögen. 
Das Gebäude galt als Beispiel für den Wohnungsbau mittleren Standards in der Gründerzeit. Im Zusammenspiel mit dem deutlich kleineren und früher entstandenen Nachbarhaus Weinbergstraße 33, war am Haus die bauliche Entwicklung der Alten Neustadt im 19. Jahrhundert ablesbar.
Im örtlichen Denkmalverzeichnis war das Wohnhaus unter der Erfassungsnummer 094 76899 als Baudenkmal verzeichnet. 2008 wurde ein Abbruchantrag genehmigt. Zumindest im Jahr 2015 war das Gebäude dann bereits nicht mehr im Verzeichnis eingetragen.
Das Grundstück wurde dann mit Wohngebäuden neu bebaut. 